# رينيه جينجراس
رينيه جينجراس هو سياسي كندي، ولد في 16 سبتمبر 1938 في أموس في كندا، وتوفي في 8 يناير 2016. نشط حزبياً في الحزب الليبرالي الكندي. وقد انتخب عضو مجلس العموم الكندي.